# Polynema longior
Polynema longior är en stekelart som beskrevs av Soyka 1956. Polynema longior ingår i släktet Polynema och familjen dvärgsteklar.
Artens utbredningsområde är Polen. Inga underarter finns listade i Catalogue of Life.